# Крістоф Гартінг
Крістоф Гартінг  (нім. Christoph Harting, нар. 10 квітня 1990, Коттбус, Німеччина) — німецький легкоатлет, олімпійський чемпіон 2016 року. Молодший брат олімпійського чемпіона Роберта Гартінга.

## Кар'єра
| Рік  | Чемпіонат                     | Місце проведення         | Місце  | Результат  |
| ---- | ----------------------------- | ------------------------ | ------ | ---------- |
| 2011 | Чемпіонат Європи серед молоді | Острава, Чехія           | 5      | 58.65 м    |
| 2013 | Чемпіонат світу               | Москва, Росія            | 13 (q) | 62.28 м    |
| 2015 | Чемпіонат світу               | Пекін, Китай             | 8      | 63.94 м    |
| 2016 | Чемпіонат Європи              | Амстердам, Нідерланди    | 4      | 65.13 м    |
| 2016 | Олімпійські ігри              | Ріо-де-Жанейро, Бразилія | 1      | 68.37 м ПР |